# Oman op de Olympische Zomerspelen 1984
Oman nam deel aan de Olympische Zomerspelen 1984 in Los Angeles, Verenigde Staten. Het was de eerste deelname van het land aan de spelen.
Er namen in totaal zestien deelnemers deel in 3 sporten, er werden geen medailles gewonnen.

## Deelnemers en resultaten
(m) = mannen, (v) = vrouwen 

### Atletiek
| Olympiër                                                                  | Discipline             | Resultaat | Prestatie                 |
| ------------------------------------------------------------------------- | ---------------------- | --------- | ------------------------- |
| Abdullah Sulaiman Al-Akbary                                               | 100m (m)               | 58e       | serie 3: 6de in 10,86     |
| Mohamed Al-Hashimi                                                        | 200m (m)               | 72e       | serie 6: 6de in 22,83     |
| Mohamed Al-Malky                                                          | 400m (m)               | 54e       | serie 3: 6de in 47,61     |
| Barakat Al-Sharji                                                         | 800m (m)               | 63e       | serie 8: 7de in 2.00,38   |
| Amor Masoud Al-Sharji                                                     | 1500m (m)              | 52e       | serie 1: 8ste in 4.12,76  |
| Abdullah Azzan Al-Akbary                                                  | 3000m steeplechase (m) | 35e       | serie 1: 12de in 10.22,56 |
| Barakat Al-Sharji Amor Alheshimi Soulaiman Alakbary Mohamed Amer Al-Malky | 4x400m (m)             | 22e       | serie 4: 5de in 3.15,87   |
| Awadh Al-Sameer                                                           | marathon (m)           | DNF       | niet gefinisht            |

### Schietsport
| Olympiër               | Discipline                 | Resultaat | Prestatie                       |
| ---------------------- | -------------------------- | --------- | ------------------------------- |
| Abdul Latif Al-Bulushi | 10m luchtgeweer (m)        | 43e       | 558 punten: (88-94-95-94-97-90) |
| Khamis Al-Subhi        | 10m luchtgeweer (m)        | 48e       | 552 punten: (94-87-88-93-95-95) |
| Abdul Latif Al-Bulushi | 50m geweer 3 houdingen (m) | 48e       | 1084 punten: (384-355-345)      |
| Dadallah Al-Bulushi    | 50m geweer 3 houdingen (m) | 50e       | 1050 punten: (387-341-322)      |
| Dadallah Al-Bulushi    | 50m geweer liggend (m)     | 49e       | 582 punten: (95-97-96-98-97-99) |
| Zaher Al-Jamudi        | 50m geweer liggend (m)     | 67e       | 569 punten: (96-94-92-96-93-98) |
| Ali Al-Ghafiri         | 50m pistool (m)            | 56e       | 445 punten: (79-64-71-79-77-75) |
| Juma Al-Rahbi          | 50m pistool (m)            | 47e       | 520 punten: (81-83-93-87-86-90) |
| Abdullah Al-Hussini    | 25m snelvuurpistool (m)    | 45e       | 561 punten: (281-280)           |
| Said Al-Khatry         | 25m snelvuurpistool (m)    | 44e       | 566 punten: (279-287)           |

### Zeilen
| Olympiër               | Discipline     | Resultaat | Prestatie                              |
| ---------------------- | -------------- | --------- | -------------------------------------- |
| Talib Salim Al-Maiwali | windglider (m) | 37e       | 243,6 punten: (33-33-YMP-36-36-DNF-35) |

Algerije · Amerikaanse Maagdeneilanden · Andorra · Antigua en Barbuda · Argentinië · Australië · Bahama’s · Bahrein · Bangladesh · Barbados · België · Belize · Benin · Bermuda · Bhutan · Birma · Bolivia · Bondsrepubliek Duitsland · Botswana · Brazilië · Britse Maagdeneilanden · Canada · Centraal-Afrikaanse Republiek · Chili · China · Chinees Taipei · Colombia · Congo-Brazzaville · Costa Rica · Cyprus · Denemarken · Djibouti · Dominicaanse Republiek · Ecuador · Egypte · El Salvador · Equatoriaal-Guinea · Fiji · Filipijnen · Finland · Frankrijk · Gabon · Gambia · Ghana · Grenada · Griekenland · Groot-Brittannië · Guatemala · Guinee · Guyana · Haïti · Honduras · Hongkong · Ierland · IJsland · India · Indonesië · Irak · Israël · Italië · Ivoorkust · Jamaica · Japan · Joegoslavië · Jordanië · Kaaimaneilanden · Kameroen · Kenia · Koeweit · Lesotho · Libanon · Liberia · Liechtenstein · Luxemburg · Madagaskar · Malawi · Maleisië · Mali · Malta · Marokko · Mauritanië · Mauritius · Mexico · Monaco · Mozambique · Nederland · Nederlandse Antillen · Nepal · Nicaragua · Nieuw-Zeeland · Niger · Nigeria · Noord-Jemen · Noorwegen · Oeganda · Oman · Oostenrijk · Pakistan · Panama · Papoea-Nieuw-Guinea · Paraguay · Peru · Portugal · Puerto Rico · Qatar · Roemenië · Rwanda · Salomonseilanden · Samoa · San Marino · Saoedi-Arabië · Senegal · Seychellen · Sierra Leone · Singapore · Soedan · Somalië · Spanje · Sri Lanka · Suriname · Swaziland · Syrië · Tanzania · Thailand · Togo · Tonga · Trinidad en Tobago · Tsjaad · Tunesië · Turkije · Uruguay · Venezuela · Verenigde Arabische Emiraten · Verenigde Staten · Zaïre · Zambia · Zimbabwe · Zuid-Korea · Zweden · Zwitserland